# Baja Studios
Baja Studios es un estudio cinematográfico en el estado de Baja California en México. Los estudios tienen los platós y tanques de agua para grabación más grandes del mundo. El estudio se usa para la grabación de películas en particular pero también para grabar anuncios de televisión, videoclips, series de televisión y telefilmes.
Baja Studios fue construido en 1997 por la compañía cinematográfica 20th Century Fox para la reconstrucción del RMS Titanic para la película Titanic. Desde entonces el estudio ha construido algunos de los escenarios más grandes de la industria para numerosas compañías cinematográficas como MGM para la película El mañana nunca muere, Amblin Entertainment para Dentro de mis sueños, Warner Bros. para Alerta en lo profundo y El peso del agua, Disney para Pearl Harbor y Fox para Master and Commander: The Far Side of the World.

## Historia

### Titanic

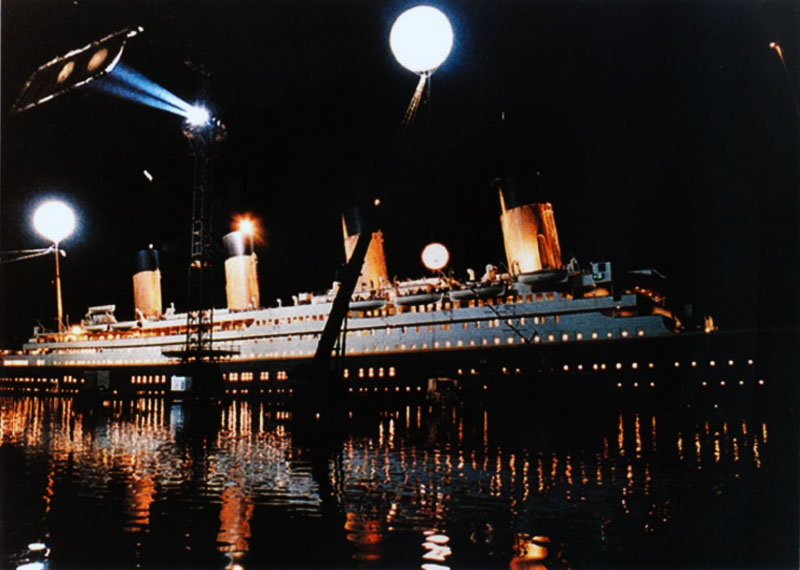
Grabación de la película Titanic en Baja Studios en 1997.

Baja Studios empezó como un subsidiario de 20th Century Fox, en un terreno alquilado por la compañía cinematográfica. Su construcción empezó el 6 de junio de 1996 y costó unos 20 millones de dólares estadounidenses. Con su construcción la empresa también tenía el deseo de diluir el poder del sindicato Hermandad internacional de camioneros.
El diseño de los estudios fue fuertemente influido por las necesidades de producción de la primera película en ser grabada allí, Titanic del director canadiense James Cameron. Para la grabación de Titanic se necesitaba un tanque de agua lo suficientemente grande para que cupiera una réplica del barco de unos 236 metros.

### Venta en 2007
Fox vendió Baja Studios en mayo de 2007 a Baja Acquisitions, un consorcio de «intereses financieros locales» por una cantidad de más de 9 millones de dólares.
En 2007 hubo una disminución en la actividad en los estudios. El turismo en la zona había bajado debido a la guerra contra el narcotráfico y por el aumento de restricciones de viaje. Durante la noche después del cierre de los restaurantes locales, la zona se convertía en un lugar atractivo para los contrabandistas de inmigrantes ilegales.

### Resurgimiento
Desde 2018, Baja Studios ha visto un gran resurgimiento en actividad y grabaciones gracias a las nuevas plataformas de retransmisión en directo como Amazon, HBO y Netflix.

## Instalaciones

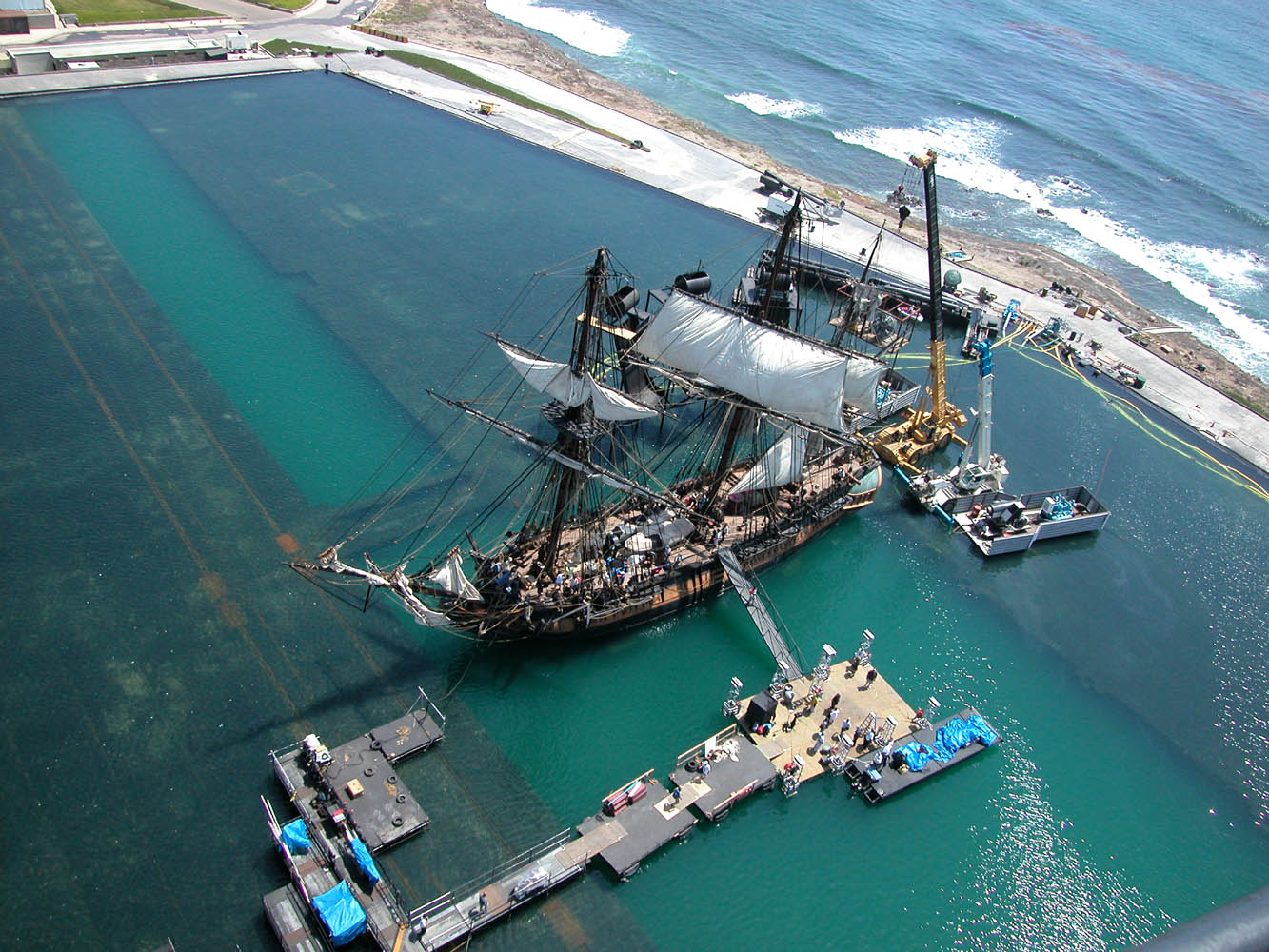
Barco montado en el Tanque 1 para la grabación de la película Master and Commander: The Far Side of the World.

El estudio está ubicado al lado del océano Pacífico lo cual le provee vistas despejadas del mar. Los estudios comprenden 210.437 m2 o 20,6 hectáreas. El estudio tiene cinco escenarios y cuatro tanques de agua al interior y exterior al igual que escenarios de calles y pueblos. El estudio es autosuficiente con oficinas, tiendas para escenarios, camerinos y vestidores. 
Dos de los escenarios y tres de los tanques de agua están combinados. Hay cuatro tanques con un volumen combinado de más de 76 millones de litros alimentados por una planta de filtración de agua salada capaz de procesar 34.000 litros de agua por minuto.

### Tanque 1
Tanque 1 es un tanque horizonte adyacente al Pacífico. Fue construido para la grabación de la película Titanic y es una piscina de cemento de unos 33.000 m2 con una capacidad de unos de 64 millones de litros. El tanque se utiliza para las grabaciones al exterior, en seco o mojado, y consta de tres niveles de profundidad entre 1 a 12 metros. El tanque se puede rellenar o vaciar en 40 horas.

## Grabaciones

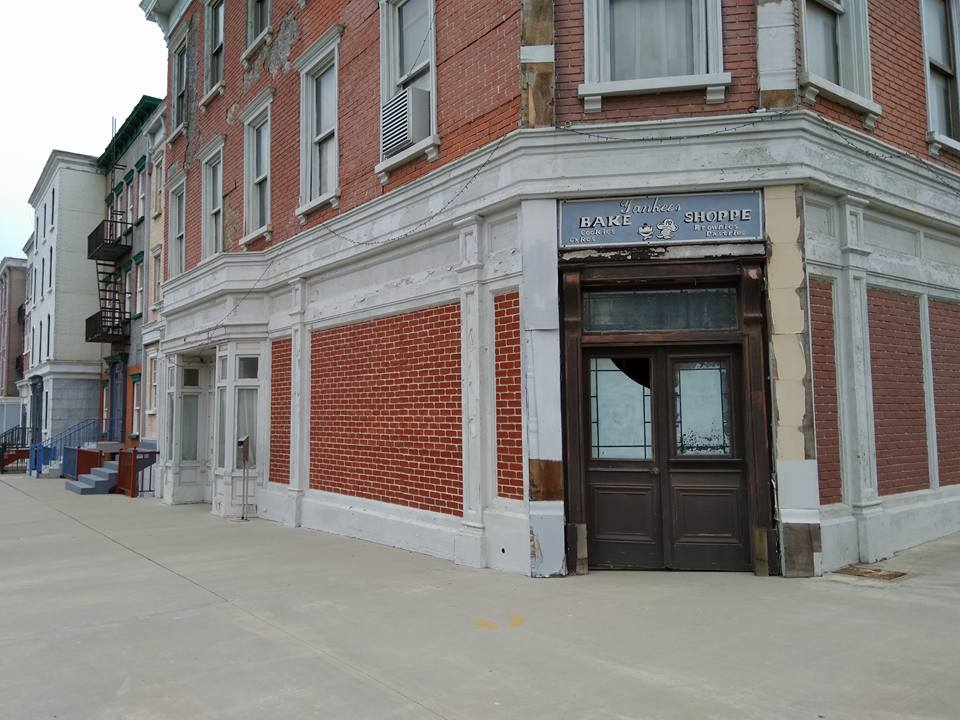
Plató de un pueblo en Baja Studios.

### Películas
- Titanic (1997)
- El mañana nunca muere (1998) (segunda unidad)
- Alerta en lo profundo (1999)
- Dentro de mis sueños (1999)
- El peso del agua (2000)
- Pearl Harbor (2001)
- Capitán de mar y guerra: La costa más lejana del mundo (2003)
- Kung Pow: A puñetazo limpio (2002)
- Misterios del Titanic (2003)
- Jumper (2008)
- Cuando todo está perdido (2013)
- Against the Sun (2014)
- Little Boy (2015)

### Series de televisión
- Temblores (2003)
- Fear the Walking Dead  (2016) • 1.ª temporada
- Selena: la serie (2020–2021) • 2 partes

### Otros proyectos
- Ensayos de U2 para la gira de Vértigo.

## Galería

### Fotos del escenario deCapitán de mar y guerra: La costa más lejana del mundo

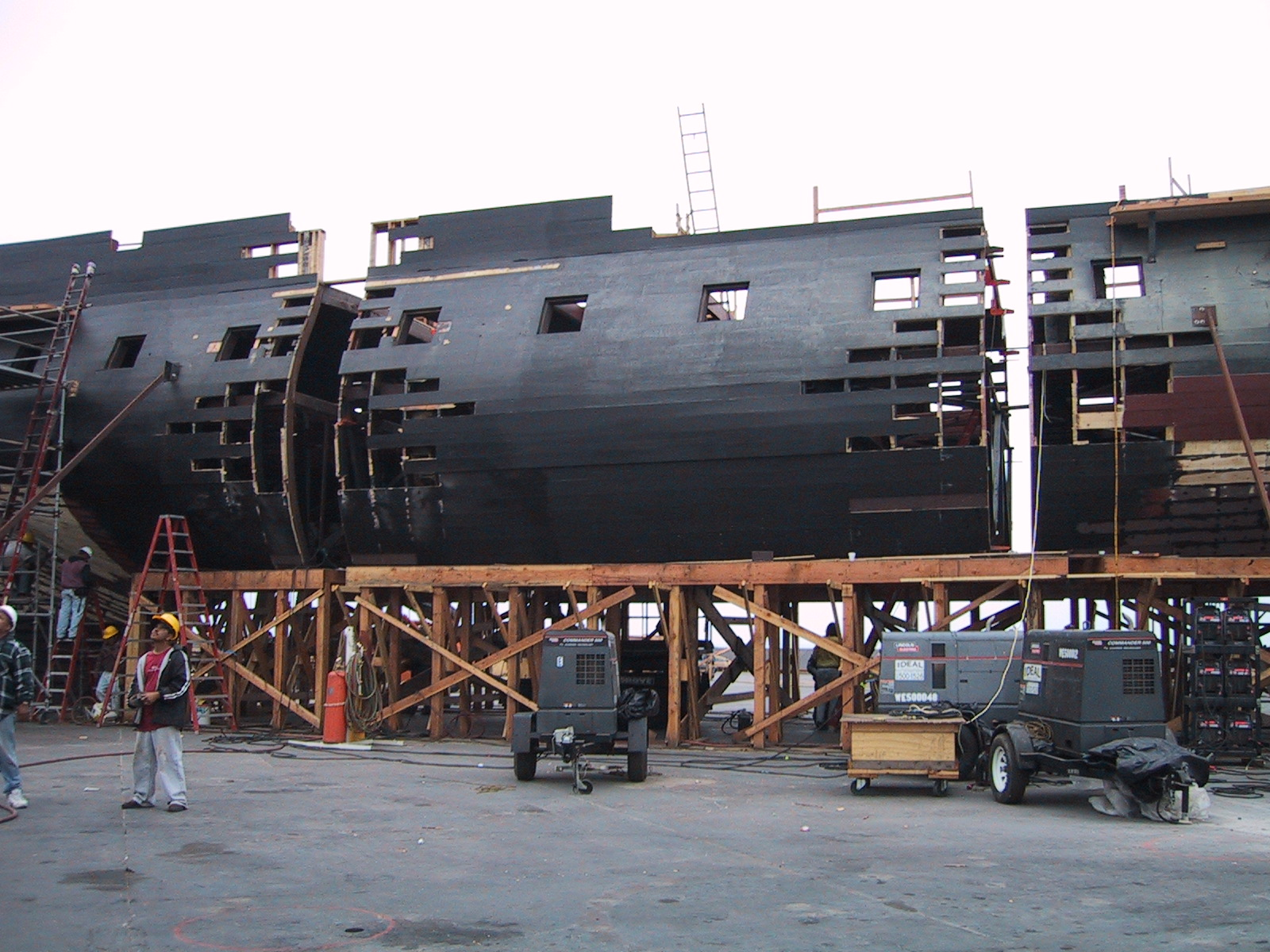
Barco de tamaño completo en montaje.
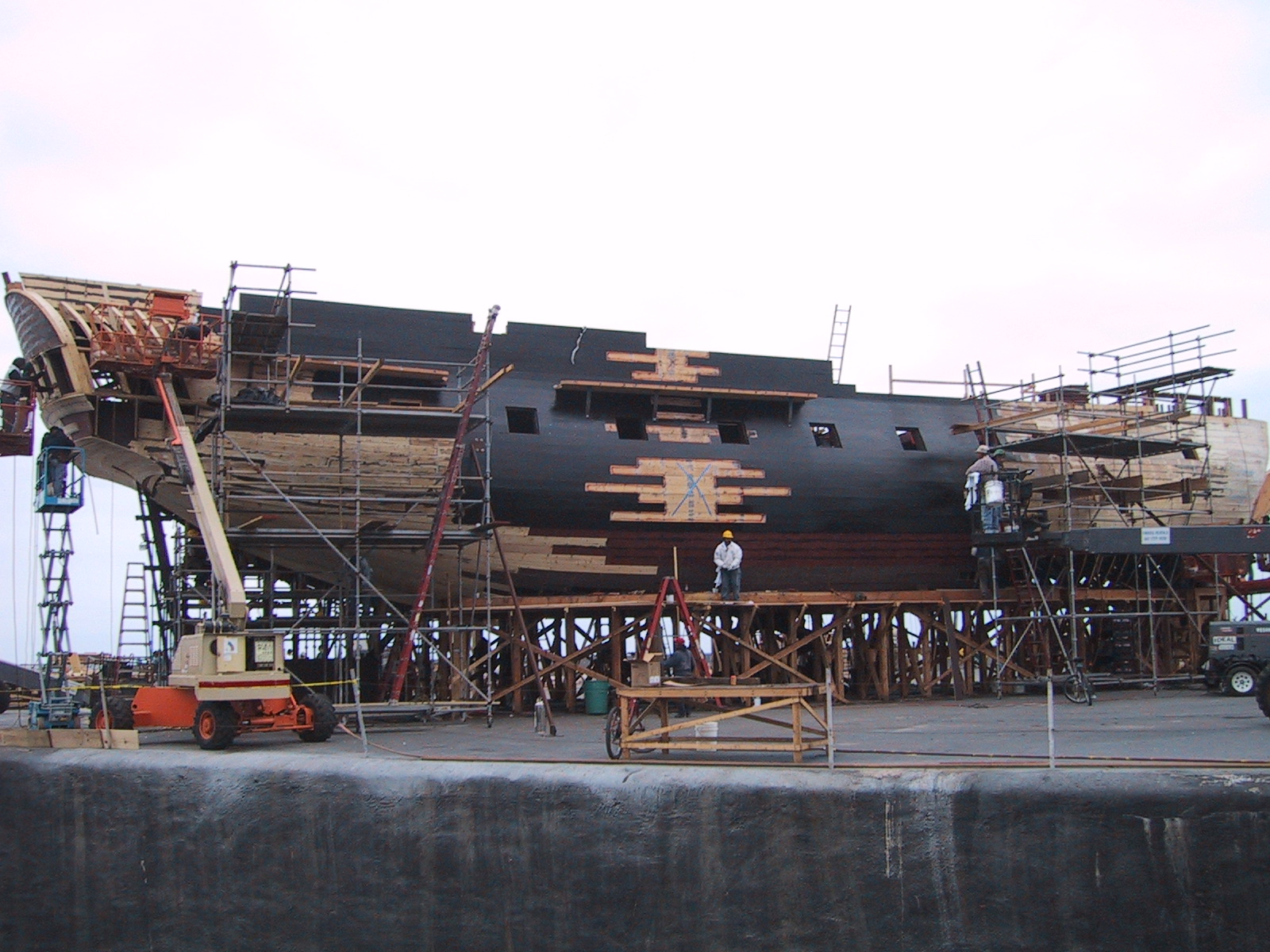
Barco de tamaño completo en montaje.
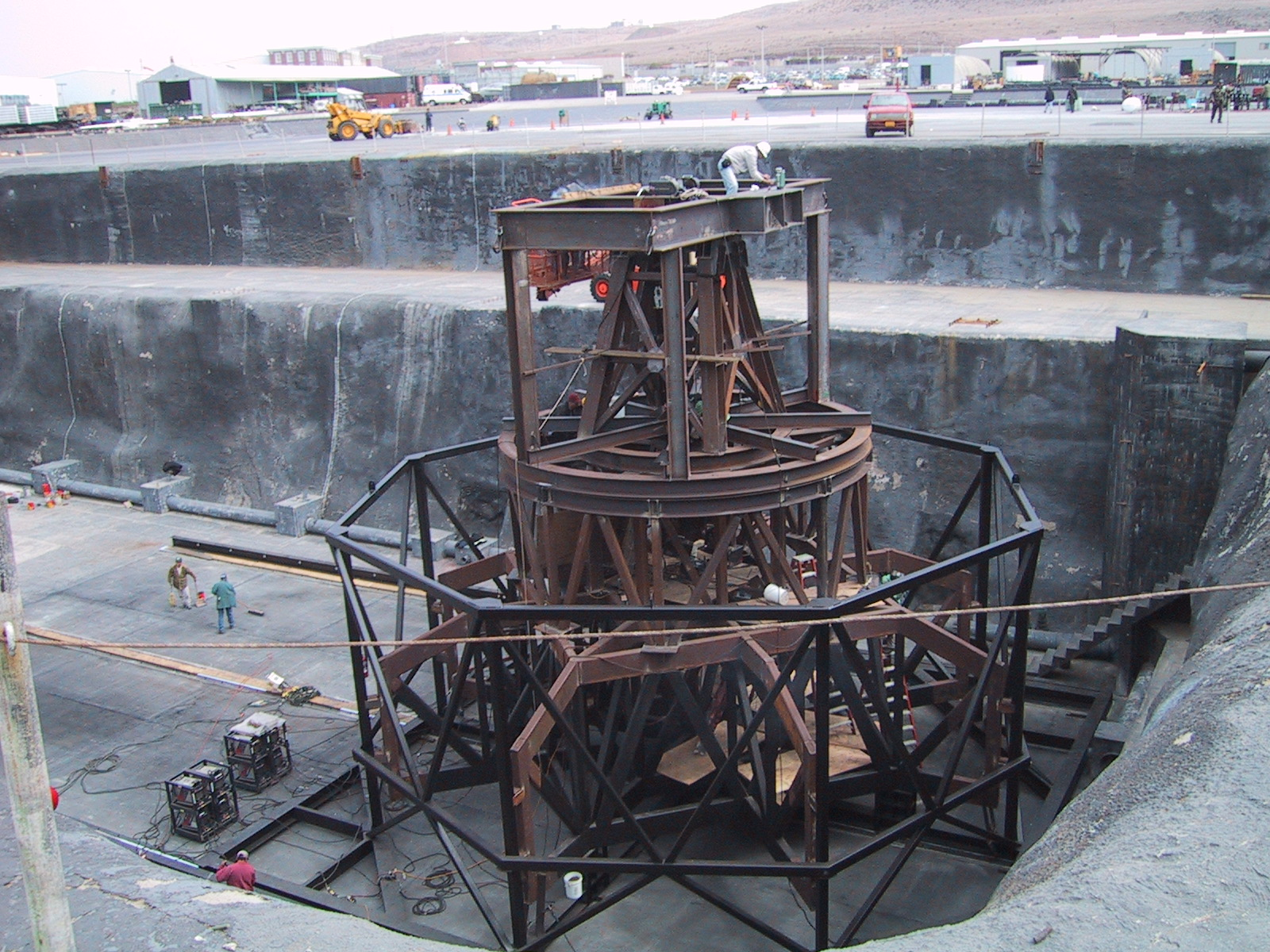
Cámara cardán en la parte más profunda del tanque.